# Diffusione del consumo di tabacco
La diffusione del consumo di tabacco è misurata dall'Organizzazione mondiale della sanità (OMS), concentrandosi sul fumo di sigaretta per i dati disponibili. Il fumo è stato quindi studiato in modo più approfondito rispetto a qualsiasi altra forma di consumo.
Il fumo è statisticamente cinque volte più diffuso tra gli uomini che tra le donne; tuttavia, il divario di genere varia da paese a paese ed è minore nelle fasce di età più giovani. Nei paesi sviluppati i tassi di fumo per gli uomini hanno raggiunto il picco e stanno iniziando a diminuire e lo stesso sta avvenendo anche per le donne.
La prevalenza del fumo è cambiata poco dalla metà degli anni '90, prima di allora è diminuita nei paesi di lingua inglese grazie alla migliore attuazione della lotta al tabagismo. Complessivamente, però, il numero di fumatori in tutto il mondo è aumentato da 721 milioni nel 1980 a 967 milioni nel 2012 e nello stesso periodo il numero di sigarette fumate è aumentato da 4,96 trilioni a 6,25 trilioni (inteso in scala corta, ovvero 1012), principalmente a causa della crescita complessiva della popolazione.
Nei paesi occidentali, il fumo è statisticamente più diffuso tra le popolazioni con problemi di salute mentale, con problemi di alcol e droghe, tra i criminali e i senzatetto.
Nel 2002, globalmente, circa il 20% dei giovani (di età compresa tra 13 e 15 anni) ha iniziato a fumare. Ogni giorno, da 80.000 a 100.000 bambini iniziano a fumare in tutto il mondo. La metà di coloro che iniziano a fumare negli anni dell'adolescenza hanno un'alta probabilità di continuare per 15-20 anni.
L'OMS afferma che "Gran parte dell'onere della malattia e della mortalità prematura attribuibile all'uso del tabacco colpiscono in modo sproporzionato i poveri". Degli 1,22 miliardi di fumatori, 1 miliardo di loro vive in economie in via di sviluppo o di transizione. I tassi di fumo si sono stabilizzati o sono in diminuzione nel mondo sviluppato. Nei paesi in via di sviluppo, invece, il consumo di tabacco è aumentato del 3,4% all'anno a partire dal 2002.
Nel 2004 l'OMS ha previsto che nel mondo si sarebbe verificati 58,8 milioni di decessi, di cui 5,4 milioni attribuibili al tabacco; i dati aggiornati al 2007 sono di 4,9 milioni di decessi causati dal fumo. A partire dal 2002, il 70% delle morti per questa causa è nei paesi in via di sviluppo.

## Nazioni

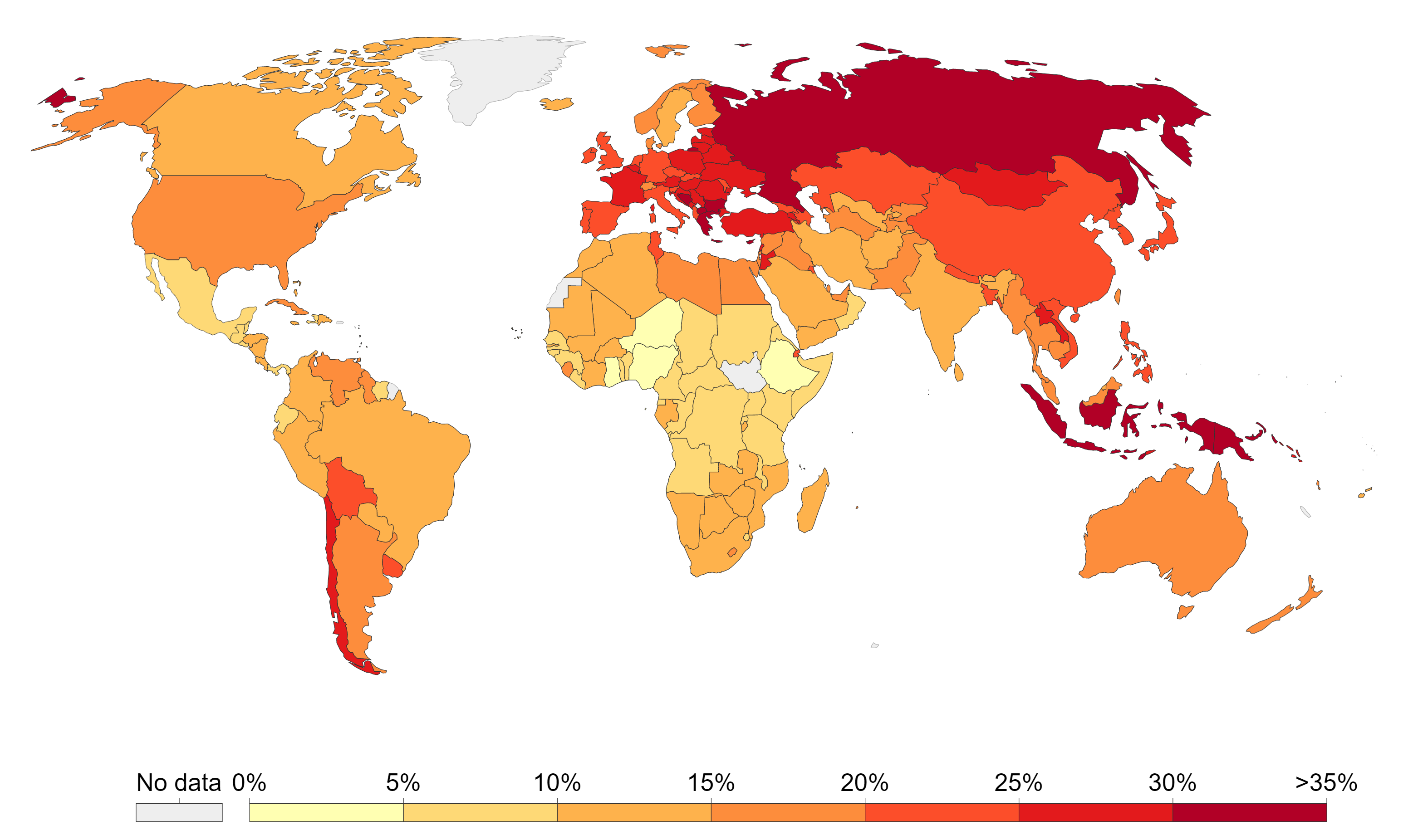
Prevalenza del fumo quotidiano nel 2012

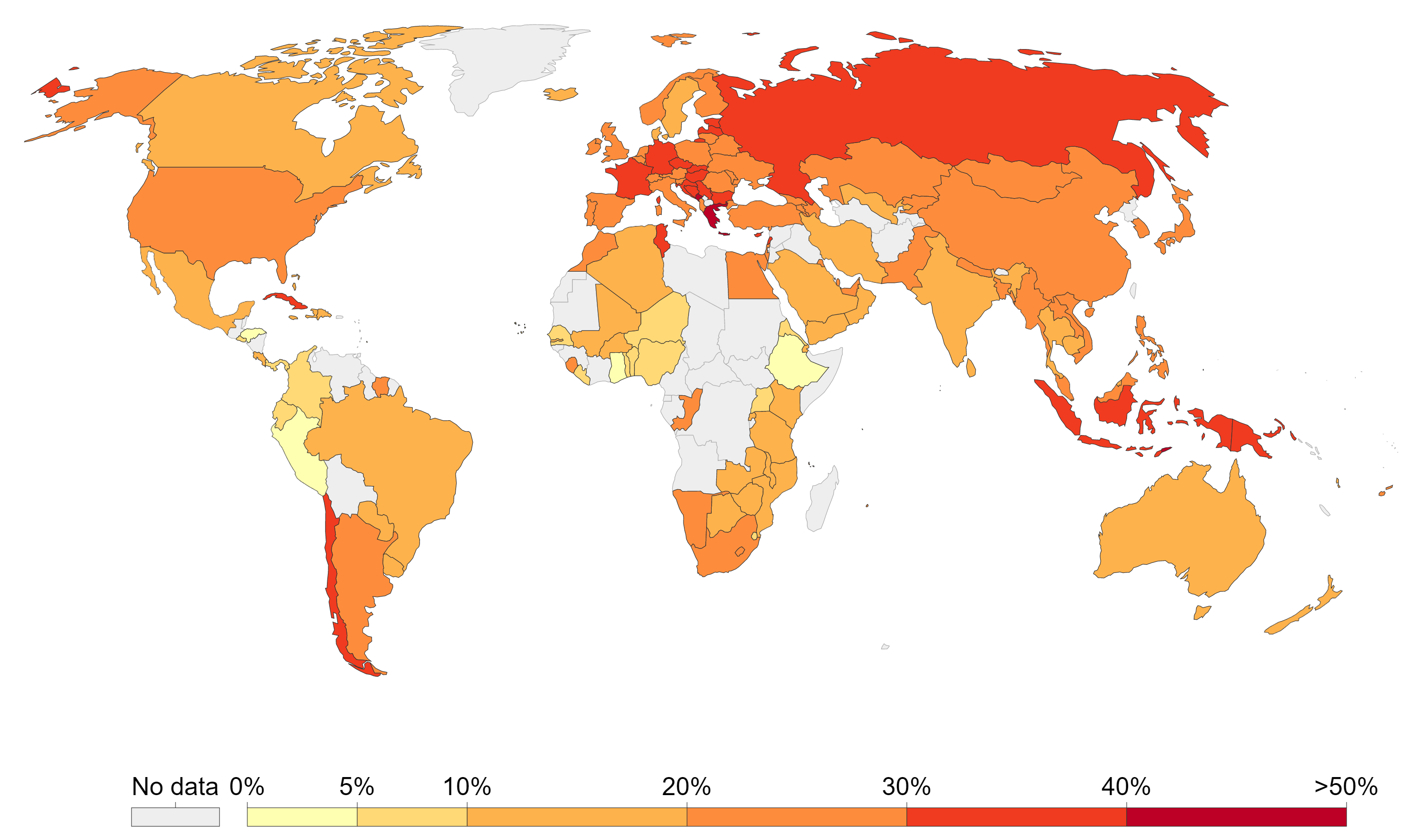
La quota di adulti che fumano qualsiasi prodotto del tabacco su base giornaliera o non giornaliera nel 2016.

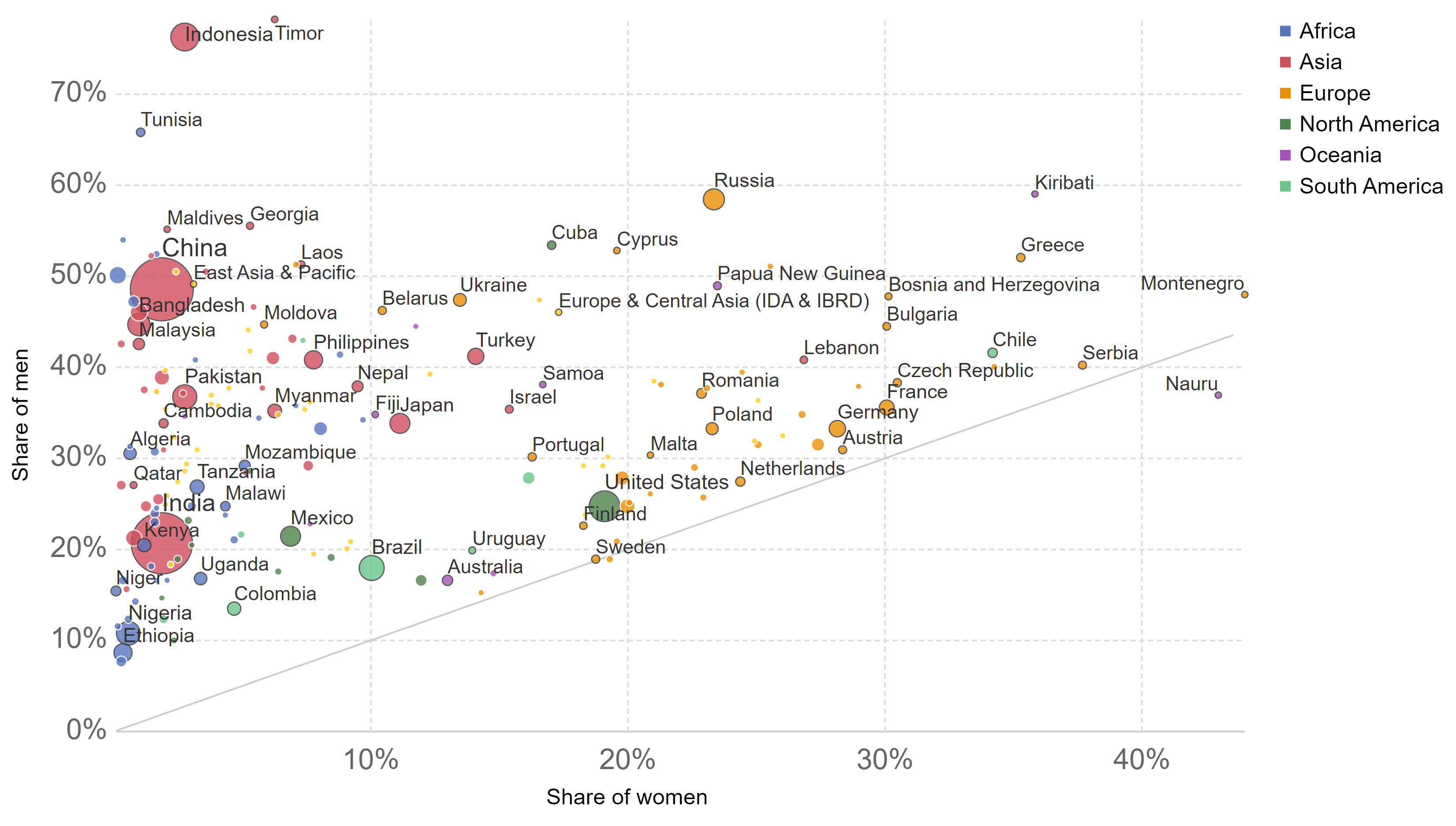
Quota di uomini rispetto a donne che fumano nel 2016.

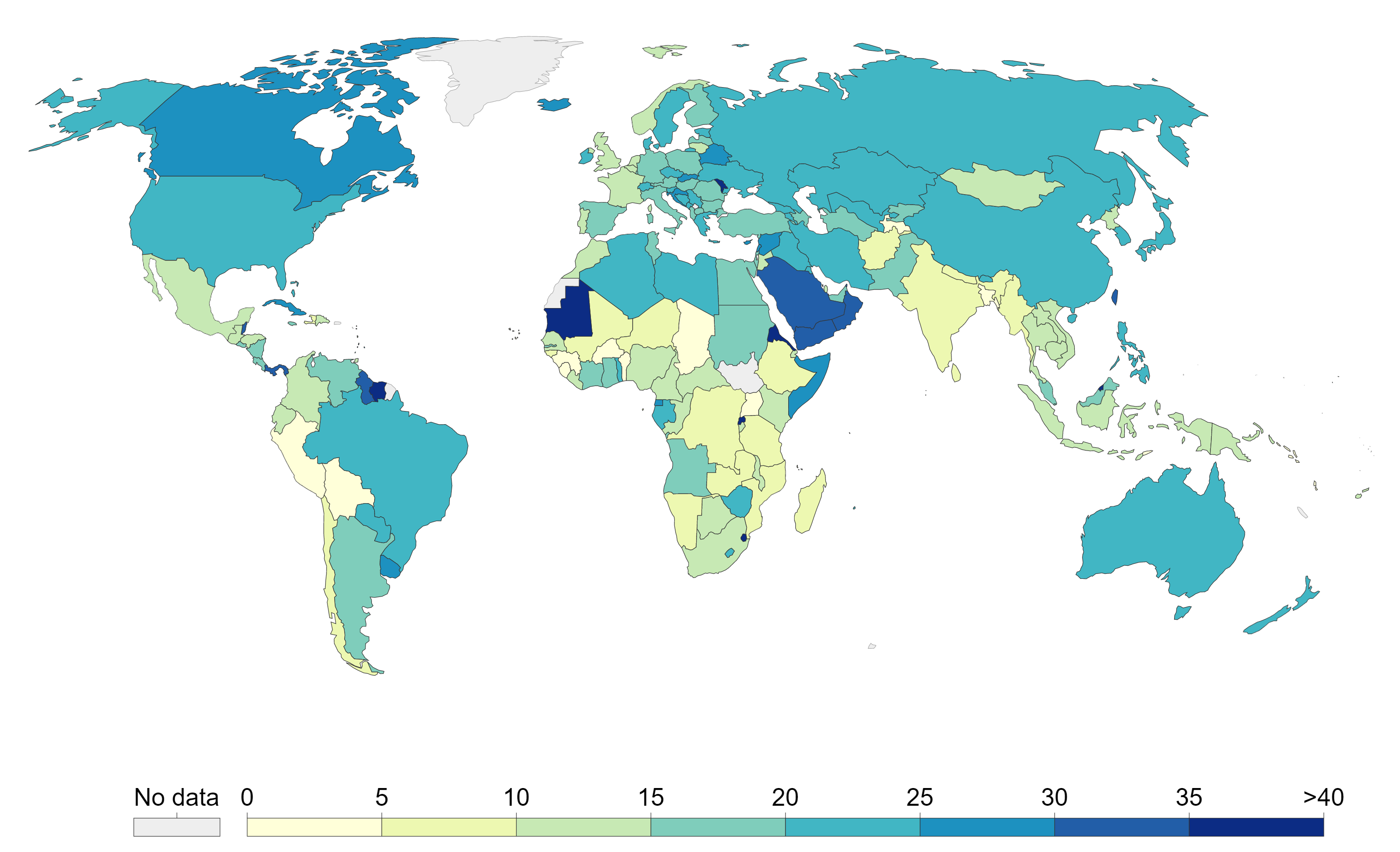
Consumo per fumatore al giorno nel 2012.

### Australia
Nel XX secolo, il fumo era molto comune in Australia. Ci sono stati eventi sociali come la notte del fumo che ha promosso l'abitudine. In Australia l'incidenza del fumo è in declino, con i dati dell'Australian Health Survey 2011-12 che mostrano che il 18% della popolazione attualmente fuma, un calo significativo rispetto al 28% nel 1989-90.
Tra la popolazione indigena, il tasso è molto più alto: il 50% degli uomini e il 44% delle donne ha dichiarato di essere fumatore nel 2007-2008.
Le persone di età compresa tra 25 e 34 anni hanno maggiore probabilità di fumare (24%), con un marcato calo del tasso di fumatori al superamente dell'età oltre di 45 anni (dati 2011-2012).
Nel periodo 2007-2008, la diffusione del fumo era fortemente associata allo svantaggio socioeconomico: una percentuale maggiore di uomini (33%) e donne (26%) che vivono nel 20% delle aree più povere fumavano, rispetto a quelli che vivevano nel 20% delle aree meno svantaggiate (12% uomini e 11% donne).
Nel 2016 il tasso di fumatori è stato misurato al 13%.

### Canada
Nel dicembre 2002, Statistics Canada ha pubblicato un rapporto sulla diffusione del fumo nel periodo dal 1985 al 2001. In quel rapporto viene descritto che la diffusione dei fumatori (che si definivano fumatori giornalieri o fumatori occasionali) è diminuita complessivamente, per entrambi i sessi e per tutte le fasce d'età, ad eccezione della fascia dai 15 ai 24 anni. Dal 1991 al 2001 si sono verificati cali ancora maggiori. Mentre la diffusione del fumo per i giovani non è cambiata in modo significativo dal 1985 al 1994-1995, vi è stata una riduzione significativa di 6 punti percentuali dal 1994-1995 al 2001 (dal 28,5% al 22,5%). A livello provinciale, Terranova e Labrador, Nuova Scozia, Quebec, Ontario, Saskatchewan, Alberta e British Columbia, hanno subito il maggior calo nella frequenza dei fumatori dal 1994-1995 in poi. Tutte le province hanno subito un significativo calo per tutto il periodo 1985-2001. Il calo della diffusione di fumatori si è verificato per entrambi i sessi e per tutte le fasce di età durante l'intero arco dei 17 anni, sebbene il fumo giovanile non abbia iniziato a diminuire significativamente fino alla metà degli anni '90. Nel complesso, riguardo al consumo giornaliero di sigarette, una percentuale significativamente più bassa di fumatori, nel 2001,  fumavano 26 o più sigarette al giorno rispetto al 1985 (dal 14,0% al 5,8%). La maggior parte dei cali nelle diverse fasce di sesso o di età si è verificata dopo il 1991. Allo stesso tempo, tuttavia, nel 2001 una percentuale significativamente maggiore di fumatori fumava da 1 a 10 sigarette al giorno rispetto al 1985 (dal 18,6% al 31,1%). A partire dal 2008 il tasso era stimato al 18% e ulteriormente in calo.
Un sondaggio del 2011 stima che il 17% dei canadesi fuma.

### Germania
Nel 2005, il 27% della popolazione ha dichiarato di fumare. Il 23% erano fumatori abituali (il 28% degli uomini e il 19% delle donne), mentre il 4% fumava in modo irregolare. La quantità più alta di fumatori abituali era nel gruppo fra i 20-24 anni: il 38% degli uomini e il 30% delle donne. Secondo uno studio del 2010 dell'Università di Bielefeld, il 9,9% di tutti i maschi di 15 anni e il 10,8% delle femmine di 15 anni fumano, il che ha mostrato un forte calo rispetto al decennio precedente.
Come nella maggior parte dei paesi industriali, il tasso di fumo in Germania diminuisce con l'aumentare del livello di istruzione.
Uno studio comparativo del 2006 ha rilevato che il 25,1% dei maschi e il 20,6% delle studentesse di medicina a Göttingen fumano, mentre a Londra le percentuali sono rispettivamente del 10,9% e del 9,1%.
La Germania ha il maggior numero di distributori automatici di sigarette pro capite al mondo: 800.000 per 82 milioni di persone.

### Israele
In Israele, la diffusione del fumo tra i maschi rimase relativamente costante al 30% negli anni 1994-2004. Tra le femmine la diffusione diminuì dal 25% del 1998 al 18% del 2003.  Fra i giovani, il 14% fumava almeno una volta alla settimana, secondo una pubblicazione del 2001.
Nel 2005, la ricerca ha dimostrato che i giovani israeliani hanno iniziato a usare bidi e narghilè, come metodi alternativi di consumo del tabacco. Nel 1990, il fumo era la causa di circa 1.800 morti di uomini in Israele, che rappresentavano circa il 12% di tutte le morti di uomini.  Non è stato riscontrato che il fumo sia una causa significativa di morte tra le donne israeliane. Il numero medio di sigarette fumate per israeliano è pari a 2162 (6).
Sono in vigore diverse leggi sull'uso del tabacco . Ad esempio, la pubblicità è vietata nelle pubblicazioni per i giovani ed è vietata alla televisione e alla radio, oltre all'applicazione di sostanziali aumenti delle tasse sul tabacco, sebbene i prezzi siano ancora tra i più bassi rispetto alla media dei paesi europei.  Inoltre, fino al 2004, non vi era alcun requisito di età minima per l'acquisto di prodotti del tabacco in Israele; tuttavia, un emendamento alla legge sulla commercializzazione e la pubblicità del tabacco, entrato in vigore nel 2004, ha limitato la vendita di tabacco a persone di età superiore ai 18 anni.
Secondo Israel Central Bureau of Statistics, la percentuale di fumatori nella popolazione adulta israeliana nel 2009 è stato del 20,9%, in calo rispetto al 34% nel 2000. Un sondaggio condotto dal Ministero della Sanità nel 2011 ha rilevato che il 20,6% della popolazione di età pari o superiore a 21 anni fuma. La percentuale più alta di fumatori era tra i maschi arabi, il 44% dei quali fumava, sebbene questa cifra fosse già in diminuzione, rispetto al 50% registrato nel 1996.

### Nuova Zelanda
Il consumo di tabacco in Nuova Zelanda ha raggiunto il picco a metà degli anni '70, quando il 60% della popolazione fumava. Nel 2011 quel numero era sceso al 20% della popolazione, grazie alle rigide leggi sul controllo del tabacco, che sono tra le più severe al mondo. Tuttavia, nonostante queste leggi, il numero di fumatori sembra aumentare man mano che l'economia globale peggiora e una recente ondata di catastrofi naturali ha visto un aumento delle vendite di tabacco e, sebbene siano più i maschi a fumare rispetto alle femmine, questo divario si sta lentamente riducendo. Il consumo di tabacco da parte di Maori rimane sproporzionatamente elevato nonostante sia diminuito negli ultimi anni, grazie alle pubblicità contro il fumo di televisione, internet, radio e stampa indirizzati ai Maori. L'alto tasso di consumo di tabacco fra i Maori è stato descritto da molti sostenitori della salute e accademici maori come un "genocidio culturale".

### Romania
Secondo il Ministero della sanità rumeno, il tasso di fumo nella popolazione è diminuito dal 36% nel 2004 al 26% nel 2011. Un rapporto del 2012 ha rivelato che il 34,9% degli uomini fumava abitualmente, rispetto al 14,5% delle donne, e nei precedenti 12 mesi il 37,8% dei fumatori regolari aveva tentato di smettere almeno una volta. Nonostante un generale declino della frequenza di fumatori, il tasso tra le donne è quasi raddoppiato dal 1991-2011, con il 55% delle donne fumatrici, nella fascia di età 15-34 anni.

### Svezia

Cittadini svedesi, di età pari o superiore a 16 anni, che consumavano snus o fumavano tabacco quotidianamente nel 2011.

La prima ricerca sulle abitudini al fumo in Svezia fu condotta nel 1946; dimostrò che il 50% degli uomini e il 9% delle donne fumavano. Nel 1977 il 41% degli uomini e il 32% delle donne erano fumatori. Entro il 2011, l'uso del tabacco da fumo su base giornaliera era sceso al 12,5% tra gli uomini e 14,3% tra le donne. L'uso di snus, su base giornaliera tra gli uomini di età superiore ai 15 anni, è stato di circa il 19,4% e solo il 3,0% per le donne.

### Regno Unito
L'indagine sanitaria del 2002 in Inghilterra ha riscontrato una percentuale di fumatori del 26%. Nel 2007 la percentuale di fumatori adulti in Inghilterra era scesa di quattro punti percentuali al 22%. Nel 2015, è stato misurato che i tassi di fumo in Inghilterra sono scesi al 16,9%, un livello record. La percentuale è ulteriormente scesa al 14,4% nel 2018.
Complessivamente, il numero di fumatori nel Regno Unito nel 2007 è stato stimato in 13,7 milioni. Nel 2013 il tasso di fumo tra i più ricchi dal punto di vista socioeconomico è stato del 14% nel 2007 e del 34% tra i più poveri.  I dati del 2013 mostrano che la percentuale della popolazione del Regno Unito che fuma è scesa al 19%.

### Stati Uniti
Secondo il CDC, nel 2015, un totale del 15,1% degli adulti statunitensi (16,7% degli uomini e 13,6% delle donne) fuma, in calo rispetto al 20,9% di un decennio prima. Fra i fumatori statunitensi, nel 2005, l'80,8% (o 36,5 milioni) fumava ogni giorno e il 19,2% (o 8,7 milioni) fumava occasionalmente. La frequenza del fumo di sigaretta variava sostanzialmente tra i gruppi di popolazione. Ad esempio, il fumo abituale era maggiore tra gli uomini al 23,9% rispetto alle donne al 18,1%. Ciò è coerente con altri paesi (vedi tabella). Tra i gruppi razziali ed etnici, i nativi americani e i nativi dell'Alaska avevano la più alta percentuale (32%), seguiti dai bianchi non ispanici al 21,9% e dai neri non ispanici al 21,5%. Gli ispanici al 16,2% e gli asiatici al 13,3% avevano i tassi più bassi.
La quantità di fumatori si differenzia anche in base al livello di istruzione, con il più alto tra gli adulti che hanno conseguito un diploma di Sviluppo educativo generale (GED) al 43,2% e quelli con 9-11 anni di istruzione al 32,6%. La frequenza generalmente diminuisce con l'aumentare dell'istruzione. Gli adulti di età compresa tra 18 e 24 anni erano al 24,4% e 25-44 anni al 24,1% avevano la prevalenza più alta. La frequenza dei fumatori abituali è stata più elevata tra gli adulti che vivono al di sotto della soglia di povertà (29,9%) rispetto a quelli al di sopra della soglia di povertà (20,6%).
Nel 2005, il CDC ha fissato un obiettivo del 2010 del 12% per la percentuale di fumatori di sigaretta. Alcuni segmenti della popolazione avevano già superato questi obiettivi quando è stato impostato. Ciò includeva donne ispaniche (11,1%) e asiatiche (6,1%), donne con titoli universitari (9,6%) o laureati (7,4%), uomini con titoli universitari (11,9%) o laureati (6,9%), uomini di età superiore ai 65 anni (8,9%) e donne di età superiore ai 65 anni (8,3%).
Nel 2013, la media nazionale dei fumatori negli Stati Uniti era del 19,6% della popolazione adulta. Di seguito sono riportate alcune delle percentuali più basse di fumatori con i loro stati:
- Utah, 10,6%, percentuale più bassa di fumatori.
- California, 11,7% seconda più bassa.[47]
- Hawaii, 14,6%, 3° più basso.
- Connecticut, 16%, 4° più basso.
- Massachusetts, 16,4%, 7° più basso.
- Vermont, 16,5%, 9° più basso.[48]

Tra i fumatori di sigarette nel 2005, si stima che il 42,5% abbia smesso di fumare per almeno 1 giorno nei 12 mesi precedenti perché cercava di smettere. Tra il 42,5% (91,8 milioni) di persone che hanno fumato almeno 100 sigarette durante la vita ( il CDC ha chiesto di misurare se si ritenessero fumatori o meno), il 50,8% di essi (o 46,5 milioni) non era più fumatore abituale. Nel 2005, la frequenza di fumatori abituali di sigaro era del 2,2% e l'attuale consumo di tabacco senza fumo era del 2,3%. La prevalenza del fumo di sigaro e l'uso di tabacco senza fumo erano più alti tra gli uomini (4,3% e 4,5%, rispettivamente) rispetto alle donne (0,3% e 0,2%).
Ci sono grandi differenze regionali nei tassi di fumo, con Kentucky, Virginia Occidentale, Oklahoma e Mississippi in cima alla lista e Idaho, California e Utah a tassi significativamente più bassi.
Le persone con malattie mentali, che rappresentano circa il 20% della popolazione, consumano circa il 33% del tabacco nazionale. Le persone con gravi malattie mentali muoiono 25 anni prima della media, spesso per malattie correlate al fumo.
Nel novembre 2015, i Centers for Disease Control (CDC) e Prevention hanno osservato nel loro rapporto: “La percentuale di adulti statunitensi che fumano sigarette è diminuita dal 20,9% nel 2005 al 16,8% nel 2014. Il fumo di sigaretta è stato significativamente più basso nel 2014 (16,8%) rispetto al 2013 (17,8%)."
Circa 4.000 minori iniziano a fumare negli Stati Uniti ogni giorno.

## Per anno

### 2015
Di seguito è riportato un elenco di paesi in base alla percentuale di prevalenza standardizzata per età del fumo di tabacco tra le persone di età pari o superiore a 15 anni nel 2015, pubblicata dall'Organizzazione mondiale della sanità nel 2016.
| Posizione | Nazione              | Tasso di fumatori | Tasso relativo di fumatori |
| --------- | -------------------- | ----------------- | -------------------------- |
| 1         | Kiribati             | 100.46            |                            |
| 2         | Nauru                | 47.5              |                            |
| 3         | Grecia               | 42.4              |                            |
| 4         | Serbia               | 41.6              |                            |
| 5         | Giordania            | 41.0              |                            |
| 6         | Indonesia            | 39.8              |                            |
| 7         | Russia               | 39.1              |                            |
| 8         | Libano               | 38.3              |                            |
| 9         | Bosnia ed Erzegovina | 38.3              |                            |
| 10        | Cile                 | 38.0              |                            |
| 11        | Croazia              | 36.4              |                            |
| 12        | Lettonia             | 35.3              |                            |
| 13        | Bulgaria             | 35.0              |                            |
| 14        | Bahrein              | 34.3              |                            |
| 15        | Rep. Ceca            | 33.1              |                            |
| 16        | Andorra              | 32.5              |                            |
| 17        | Laos                 | 32.5              |                            |
| 18        | Estonia              | 32.3              |                            |
| 19        | Samoa                | 30.3              |                            |
| 20        | Germania             | 30.3              |                            |
| 21        | Israele              | 30.1              |                            |
| 22        | Ucraina              | 30.0              |                            |
| 23        | Tonga                | 29.9              |                            |
| 24        | Georgia              | 29.6              |                            |
| 25        | Romania              | 29.5              |                            |
| 26        | Lituania             | 29.4              |                            |
| 27        | Albania              | 29.1              |                            |
| 28        | Spagna               | 29.1              |                            |
| 29        | Slovacchia           | 28.2              |                            |
| 30        | Ungheria             | 28.2              |                            |
| 31        | Polonia              | 27.9              |                            |
| 32        | Francia              | 27.6              |                            |
| 33        | Armenia              | 26.9              |                            |
| 34        | Bielorussia          | 26.8              |                            |
| 35        | Corea del Sud        | 26.7              |                            |
| 36        | Kirghizistan         | 26.3              |                            |
| 37        | Mongolia             | 26.1              |                            |
| 38        | Figi                 | 25.7              |                            |
| 39        | Filippine            | 25.6              |                            |
| 40        | Kazakistan           | 25.5              |                            |
| 41        | Turchia              | 25.5              |                            |
| 42        | Cina                 | 25.3              |                            |
| 43        | Malta                | 25.0              |                            |
| 44        | Egitto               | 25.0              |                            |
| 45        | Paesi Bassi          | 24.8              |                            |
| 46        | Moldavia             | 24.2              |                            |
| 47        | Italia               | 23.8              |                            |
| 48        | Lussemburgo          | 23.6              |                            |
| 49        | Vietnam              | 23.6              |                            |
| 50        | Nepal                | 23.2              |                            |
| 51        | Svizzera             | 23.2              |                            |
| 52        | Belgio               | 23.1              |                            |
| 53        | Marocco              | 22.9              |                            |
| 54        | Pakistan             | 22.8              |                            |
| 55        | Azerbaigian          | 22.8              |                            |
| 56        | Cambogia             | 22.5              |                            |
| 57        | Portogallo           | 22.2              |                            |
| 58        | Norvegia             | 22.2              |                            |
| 59        | Irlanda              | 22.1              |                            |
| 60        | Giappone             | 21.7              |                            |
| 61        | Malaysia             | 21.5              |                            |
| 62        | Thailandia           | 21.3              |                            |
| 63        | Finlandia            | 20.8              |                            |
| 64        | Svezia               | 20.6              |                            |
| 65        | Bangladesh           | 20.3              |                            |
| 66        | Slovenia             | 20.2              |                            |
| 67        | Regno Unito          | 19.2              |                            |
| 68        | Birmania             | 18.5              |                            |
| 69        | Arabia Saudita       | 18.0              |                            |
| 70        | Stati Uniti          | 17.2              |                            |
| 71        | Danimarca            | 17.0              |                            |
| 72        | Singapore            | 16.3              |                            |
| 73        | Brunei               | 16.3              |                            |
| 74        | Nuova Zelanda        | 16.3              |                            |
| 75        | Islanda              | 16.1              |                            |
| 76        | Niue                 | 15.8              |                            |
| 77        | Australia            | 14.9              |                            |
| 78        | Oman                 | 14.9              |                            |
| 79        | Canada               | 14.9              |                            |
| 80        | Sri Lanka            | 13.9              |                            |
| 81        | Messico              | 13.4              |                            |
| 82        | Uzbekistan           | 12.9              |                            |
| 83        | India                | 11.4              |                            |
| 84        | Iran                 | 11.1              |                            |
| 85        | Panama               | 6.2               |                            |

### 2008
Quanto segue è dalla tabella B del Rapporto dell'OMS sull'epidemia globale del tabacco (2008). Dall'indagine iniziale i dati vengono adeguati rendendoli comparabili tra i paesi. Per questo motivo, tuttavia, non è possibile dedurre la prevalenza all'interno di quei paesi (la tabella A fornisce questi dati). Contiene 135 "Paesi con dati recenti comparabili a livello internazionale", 18 "Paesi con dati nazionali che non sono né recenti né comparabili a livello internazionale" e 41 "Paesi senza dati". I dati rappresentano il fumo di qualsiasi prodotto del tabacco al momento del sondaggio, inclusi i fumatori abituali e occasionali; l'errore è con un intervallo di confidenza al 95% (CI).
| Nazione                           | Uomini [%] | Errore [±%] | Donne [%] | Errore [±%] |
| --------------------------------- | ---------- | ----------- | --------- | ----------- |
| Albania                           | 40.5       | 13.3        | 4         | 3.3         |
| Afghanistan                       | no data    | no data     | no data   | no data     |
| Algeria                           | 29.9       | 2.5         | 0.3       | 0.2         |
| Andorra                           | 36.5       | 5.7         | 29.2      | 5.2         |
| Angola                            | no data    | no data     | no data   | no data     |
| Antigua and Barbuda               | no data    | no data     | no data   | no data     |
| Argentina                         | 34.6       | 3.55        | 25.4      | 3.05        |
| Armenia                           | 55.1       | 7.95        | 3.7       | 2.35        |
| Australia                         | 27.7       | 3.4         | 21.8      | 3.25        |
| Austria                           | 46.4       | 2.15        | 40.1      | 1.95        |
| Azerbaijan                        | no data    | no data     | 0.9       | 0.55        |
| Bahamas                           | no data    | no data     | no data   | no data     |
| Bahrain                           | 26.1       | 3.75        | 2.9       | 1.7         |
| Bangladesh                        | 47         | 8.9         | 3.8       | 1.45        |
| Barbados                          | 18.4       | 8.4         | 3         | 1.65        |
| Belarus                           | 63.7       | 10.35       | 21.1      | 6.2         |
| Belgium                           | 30.1       | 3.1         | 24.1      | 2.1         |
| Belize                            | no data    | no data     | no data   | no data     |
| Benin                             | no data    | no data     | no data   | no data     |
| Bhutan                            | no data    | no data     | no data   | no data     |
| Bolivia                           | 34.1       | 7.6         | 29.2      | 3.5         |
| Bosnia and Herzegovina            | 49.3       | 6.55        | 35.1      | 6.15        |
| Botswana                          | no data    | no data     | no data   | no data     |
| Brazil                            | no data    | no data     | no data   | no data     |
| Brunei                            | no data    | no data     | no data   | no data     |
| Bulgaria                          | 47.5       | 8.25        | 27.8      | 8.1         |
| Burkina Faso                      | 22         | 1.95        | 11.2      | 1.4         |
| Burundi                           | no data    | no data     | no data   | no data     |
| Cambodia                          | 40.5       | 5.05        | 6.5       | 0.65        |
| Cameroon                          | 12.6       | 4.15        | 2.2       | 1.8         |
| Canada                            | no data    | no data     | no data   | no data     |
| Cape Verde                        | no data    | no data     | no data   | no data     |
| Central African Republic          | no data    | no data     | no data   | no data     |
| Chad                              | 16         | 5.05        | 2.6       | 2.1         |
| Chile                             | 42.1       | 8.45        | 33.6      | 5.35        |
| China                             | 59.5       | 11.8        | 3.7       | 0.65        |
| Colombia                          | no data    | no data     | no data   | no data     |
| Comoros                           | 27.7       | 4           | 13.5      | 3.85        |
| Congo, Democratic Republic of the | 13.5       | 4.75        | 2.6       | 2.2         |
| Congo, Republic of the            | 12.1       | 4.2         | 1         | 1           |
| Cook Islands                      | 36.1       | 9.15        | 20        | 6.15        |
| Costa Rica                        | 26.1       | 4.15        | 7.3       | 1.55        |
| Côte d'Ivoire                     | 15.4       | 1.7         | 2.4       | 0.6         |
| Croatia                           | 38.9       | 1.8         | 29.1      | 1.15        |
| Cuba                              | 43.4       | 17.1        | 28.3      | 6.75        |
| Cyprus                            | no data    | no data     | no data   | no data     |
| Czech Republic                    | 36.6       | 6.6         | 25.4      | 7.45        |
| Denmark                           | 36.1       | 2           | 30.6      | 1.9         |
| Djibouti                          | no data    | no data     | no data   | no data     |
| Dominica                          | no data    | no data     | no data   | no data     |
| Dominican Republic                | 17.5       | 7.25        | 13.3      | 3.65        |
| Ecuador                           | 23.9       | 3.15        | 5.8       | 1.15        |
| Egypt                             | 28.7       | 2.25        | 1.3       | 0.5         |
| El Salvador                       | no data    | no data     | no data   | no data     |
| Equatorial Guinea                 | no data    | no data     | no data   | no data     |
| Eritrea                           | 16.9       | 2.6         | 1.2       | 0.65        |
| Estonia                           | 49.9       | 2.7         | 27.5      | 2.15        |
| Eswatini (Swaziland)              | 14.6       | 2.65        | 3.2       | 1.05        |
| Ethiopia                          | 7.6        | 1.3         | 0.9       | 0.45        |
| Fiji                              | 23.6       | 4.9         | 5.1       | 1.25        |
| Finland                           | 31.8       | 2.35        | 24.4      | 2           |
| France                            | 36.6       | 0.8         | 26.7      | 0.7         |
| Gabon                             | no data    | no data     | no data   | no data     |
| Gambia                            | 29.3       | 2.25        | 2.9       | 0.6         |
| Georgia                           | 57.1       | 8.7         | 6.3       | 3.85        |
| Germany                           | 37.4       | 2.55        | 25.8      | 1.55        |
| Ghana                             | 10.2       | 1.5         | 0.8       | 0.4         |
| Greece                            | 63.6       | 7.55        | 39.8      | 5.15        |
| Grenada                           | no data    | no data     | no data   | no data     |
| Guatemala                         | 24.5       | 3.95        | 4.1       | 0.95        |
| Guinea                            | no data    | no data     | no data   | no data     |
| Guinea-Bissau                     | no data    | no data     | no data   | no data     |
| Guyana                            | no data    | no data     | no data   | no data     |
| Haiti                             | no data    | no data     | no data   | no data     |
| Honduras                          | no data    | no data     | 3.4       | 1.5         |
| Hungary                           | 45.7       | 7.35        | 33.9      | 9.35        |
| Iceland                           | 26.1       | 2.45        | 26.6      | 2.4         |
| India                             | 33.1       | 6.4         | 3.8       | 1.2         |
| Indonesia                         | 65.9       | 8           | 4.5       | 0.5         |
| Iran                              | 29.6       | 5.45        | 5.5       | 1.75        |
| Iraq                              | 25.8       | 4.2         | 2.5       | 1.65        |
| Ireland                           | 26.5       | 5.15        | 26        | 3.35        |
| Israel                            | 31.1       | 4.85        | 17.9      | 10.65       |
| Italy                             | 32.8       | 2.4         | 19.2      | 1.45        |
| Jamaica                           | 20.8       | 9           | 9.2       | 2.9         |
| Japan                             | 44.3       | 8.9         | 14.3      | 2.25        |
| Jordan                            | 62.7       | 9.15        | 9.8       | 5.8         |
| Kazakhstan                        | 43.2       | 8.25        | 9.7       | 3.35        |
| Kenya                             | 27.1       | 3.15        | 2.2       | 0.8         |
| Kiribati                          | no data    | no data     | no data   | no data     |
| Korea, North                      | 58.6       | 2.5         | no data   | no data     |
| Korea, South                      | 53.3       | 15.8        | 5.7       | 1.1         |
| Kuwait                            | no data    | no data     | no data   | no data     |
| Kyrgyzstan                        | 46.9       | 8.45        | 2.2       | 0.85        |
| Laos                              | 65         | 8.05        | 15.6      | 1.2         |
| Latvia                            | 54.4       | 8.75        | 24.1      | 3.2         |
| Lebanon                           | 29.1       | 4.9         | 7         | 4.25        |
| Lesotho                           | no data    | no data     | no data   | no data     |
| Liberia                           | no data    | no data     | no data   | no data     |
| Libya                             | no data    | no data     | no data   | no data     |
| Lithuania                         | 45.1       | 7.2         | 20.8      | 2.85        |
| Luxembourg                        | 39.1       | 3.7         | 30.3      | 2.95        |
| Madagascar                        | no data    | no data     | no data   | no data     |
| Malawi                            | 23.7       | 2.75        | 6.2       | 1.7         |
| Malaysia                          | 54.4       | 7.2         | 2.8       | 0.85        |
| Maldives                          | 44.5       | 8.4         | 11.6      | 3.75        |
| Mali                              | 19.5       | 1.9         | 2.8       | 0.85        |
| Malta                             | 32.8       | 4.45        | 24.5      | 3.45        |
| Marshall Islands                  | no data    | no data     | no data   | no data     |
| Mauritania                        | 22.3       | 2.4         | 3.7       | 0.8         |
| Mauritius                         | 35.7       | 3.8         | 1.1       | 0.5         |
| Mexico                            | 36.9       | 7.25        | 12.4      | 3.5         |
| Micronesia, Federated States of   | no data    | no data     | no data   | no data     |
| Moldova                           | 45.8       | 7.35        | 5.8       | 1.65        |
| Monaco                            | no data    | no data     | no data   | no data     |
| Mongolia                          | 45.8       | 13.7        | 6.5       | 1.75        |
| Montenegro                        | no data    | no data     | no data   | no data     |
| Morocco                           | 29.5       | 2.25        | 0.3       | 0.2         |
| Mozambique                        | 22         | 2.25        | 3.4       | 0.9         |
| Myanmar                           | 46.5       | 5.9         | 13.6      | 1.3         |
| Namibia                           | 38.6       | 3.9         | 10.9      | 1.5         |
| Nauru                             | 46.1       | 9.45        | 52.4      | 11.3        |
| Nepal                             | 34.8       | 6.55        | 26.4      | 8.4         |
| Netherlands                       | 38.3       | 0.95        | 30.3      | 0.85        |
| New Zealand                       | 29.7       | 4.1         | 27.5      | 4.35        |
| Nicaragua                         | no data    | no data     | no data   | no data     |
| Niger                             | no data    | no data     | no data   | no data     |
| Nigeria                           | 13         | 1.75        | 1.2       | 0.45        |
| Niue                              | no data    | no data     | no data   | no data     |
| North Macedonia                   | no data    | no data     | no data   | no data     |
| Norway                            | 33.6       | 4.55        | 30.4      | 4.05        |
| Oman                              | 24.7       | 3.8         | 1.3       | 0.9         |
| Pakistan                          | 35.4       | 6.75        | 6.6       | 2.3         |
| Palau                             | 38.1       | 10.05       | 9.7       | 4.6         |
| Panama                            | no data    | no data     | no data   | no data     |
| Papua New Guinea                  | no data    | no data     | no data   | no data     |
| Paraguay                          | 33         | 3.85        | 14.8      | 2.15        |
| Peru                              | no data    | no data     | no data   | no data     |
| Philippines                       | 42         | 5.25        | 9.8       | 0.9         |
| Poland                            | 43.9       | 8.7         | 27.2      | 9.05        |
| Portugal                          | 40.6       | 5.5         | 31        | 4.15        |
| Qatar                             | no data    | no data     | no data   | no data     |
| Romania                           | 40.6       | 6.8         | 24.5      | 7.15        |
| Russia                            | 70.1       | 11.05       | 26.5      | 7.4         |
| Rwanda                            | no data    | no data     | no data   | no data     |
| Saint Kitts and Nevis             | no data    | no data     | no data   | no data     |
| Saint Lucia                       | 28.9       | 12.1        | 12.1      | 3.9         |
| Saint Vincent and the Grenadines  | no data    | no data     | no data   | no data     |
| Samoa                             | 58.3       | 12.8        | 23.4      | 6.85        |
| San Marino                        | no data    | no data     | no data   | no data     |
| São Tomé and Príncipe             | 23.2       | 12.8        | 10.6      | 11.9        |
| Saudi Arabia                      | 25.6       | 3.75        | 3.6       | 2.15        |
| Senegal                           | 19.8       | 2.35        | 1.5       | 0.7         |
| Serbia                            | 42.3       | 4.9         | 42.3      | 4.9         |
| Seychelles                        | 35.2       | 5           | 7         | 2.65        |
| Sierra Leone                      | no data    | no data     | no data   | no data     |
| Singapore                         | no data    | no data     | no data   | no data     |
| Slovakia                          | 41.6       | 7           | 20.1      | 5.75        |
| Slovenia                          | 31.8       | 6.1         | 21.1      | 4.95        |
| Solomon Islands                   | no data    | no data     | no data   | no data     |
| Somalia                           | no data    | no data     | no data   | no data     |
| South Africa                      | 27.5       | 3.5         | 9.1       | 1.8         |
| Spain                             | 36.4       | 4.2         | 30.9      | 3.7         |
| Sri Lanka                         | 30.2       | 5.8         | 2.6       | 0.95        |
| Sudan                             | no data    | no data     | no data   | no data     |
| Suriname                          | no data    | no data     | no data   | no data     |
| Sweden                            | 19.6       | 1.05        | 24.5      | 1.1         |
| Switzerland                       | 30.7       | 2.55        | 22.2      | 1.8         |
| Syria                             | 44         | 26.35       | no data   | no data     |
| Tanzania                          | 24.8       | 2.6         | 4.3       | 1.15        |
| Tajikistan                        | no data    | no data     | no data   | no data     |
| Thailand                          | 39.8       | 4.75        | 3.4       | 0.15        |
| Timor-Leste                       | no data    | no data     | no data   | no data     |
| Togo                              | no data    | no data     | no data   | no data     |
| Tonga                             | 61.8       | 12.9        | 15.8      | 4.45        |
| Trinidad and Tobago               | 36.4       | 14.6        | 7.6       | 2.4         |
| Tunisia                           | 51         | 2.8         | 1.9       | 0.65        |
| Turkey                            | 51.6       | 7.55        | 19.2      | 11.35       |
| Turkmenistan                      | no data    | no data     | no data   | no data     |
| Tuvalu                            | no data    | no data     | no data   | no data     |
| Uganda                            | 20.9       | 2.55        | 3.2       | 0.85        |
| Ukraine                           | 63.8       | 10.2        | 22.7      | 6.2         |
| United Arab Emirates              | 26.1       | 5.15        | 2.6       | 2.05        |
| United Kingdom                    | 36.7       | 1.15        | 34.7      | 1.05        |
| United States                     | 26.3       | 3.15        | 21.5      | 3.5         |
| Uruguay                           | 37.1       | 4.45        | 28        | 4           |
| Uzbekistan                        | 24.2       | 4.55        | 1.2       | 0.5         |
| Vanuatu                           | 49.1       | 10.2        | 8.1       | 2.55        |
| Venezuela                         | 32.5       | 5.85        | 27        | 5.9         |
| Vietnam                           | 45.7       | 6.05        | 2.5       | 0.75        |
| Palestina                         | no data    | no data     | no data   | no data     |
| Yemen                             | no data    | no data     | no data   | no data     |
| Zambia                            | 21.7       | 2.75        | 5         | 1.5         |
| Zimbabwe                          | 25.5       | 3.2         | 4.4       | 1.35        |